# Фіви
Фі́ви (грец. Θήβα, МФА: [ˈθiva]; дав.-гр. Θῆβαι, МФА: [tʰɛ̂ːbai̯], латинізація Thebai), Те́би (лат. Thebae) — давньогрецьке місто в області Беотія середньої Греції. Нині місто у номі Беотія.

## Давня історія
Згідно з легендами, засновником Фів був міфічний Кадм, а пращурами фіванців — люди, що виросли з посіяних Кадмом зубів дракона.
Стародавність Фів підтверджується пам'ятками егейської культури. До 6 ст. до н. е. Фіви очолювали Беотійський союз, що виник з давнього племінного та релігійно-культового союзу і об'єднав майже всі міста Беотії. Родова аристократія, що правила у Фівах, підтримувала персів під час Греко-перських війн 500—449 до н. е. і виступала на боці Спарти проти Афін у період Пелопоннеської війни 431—404 до н. е.
Після Пелопоннеської війни у Фівах та інших містах Беотії до влади прийшли антиспартанські угруповання, які вступили у дружні відносини з Афінами. Під час Коринфської війни (395—387 до н. е.) очолювані Фівами беотійці підтримували афінян.

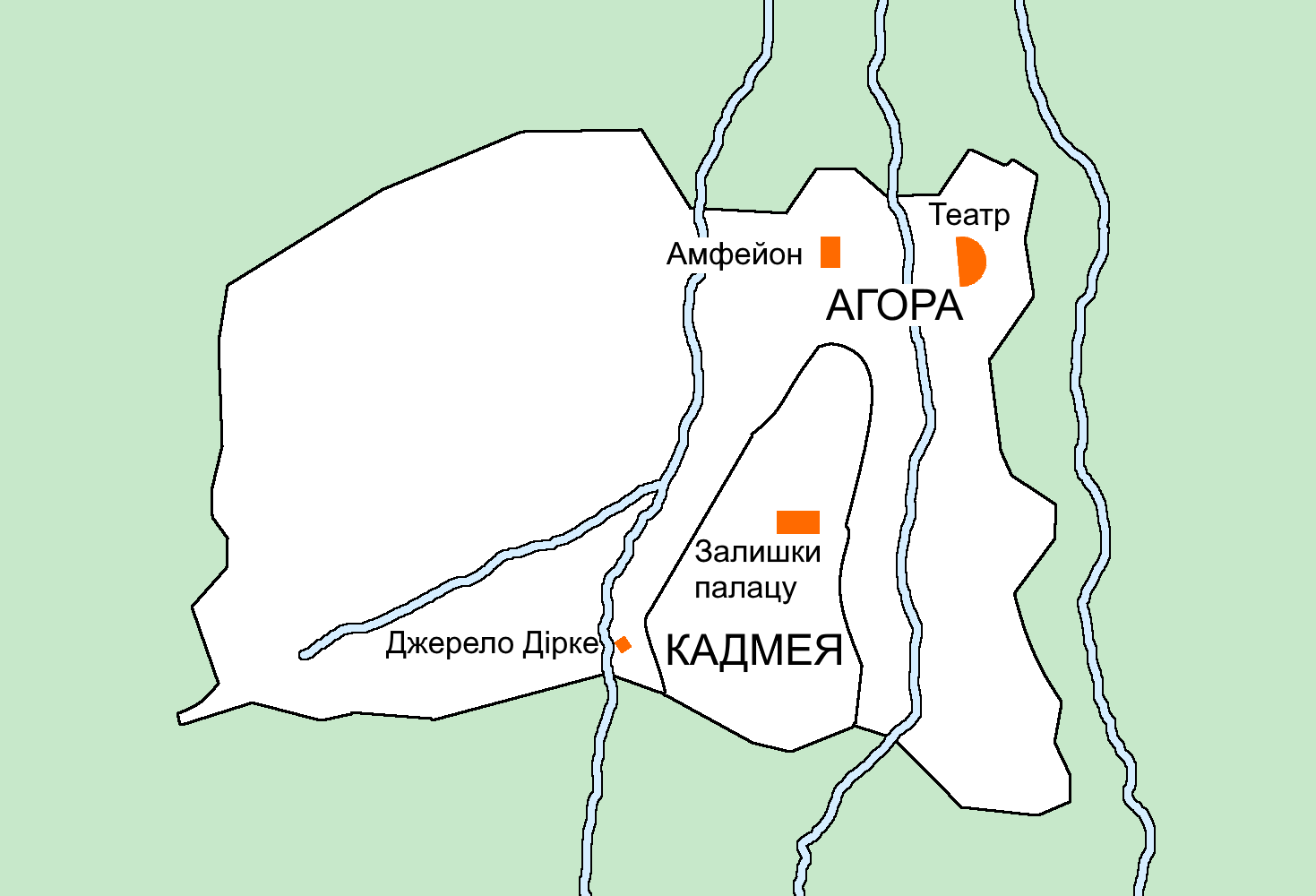
Фіви у IV ст. до н. е.

У 387 до н. е. відповідно до умов Анталкідового миру Беотійський союз був розпущений. У Фівах та усій Беотії за сприяння Спарти утвердився вкрай реакційний олігархічний уряд. У 379 до н. е., поваливши олігархію, до влади у Фівах прийшли демократичні верстви, очолювані Пелопідом і Епамінондом.
Після відродження Беотійського союзу Фіви перетворилися на найбільшу політичну силу Греції. У 371 при Левктрах і в 362 до н. е. при Мантінеї військо фіванців, очолюване Епамінондом, завдало поразки спартанцям. Однак кровопролитні війни зі Спартою настільки виснажили Фіви та всі міста союзу, що після 362 до н. е. вони втратили своє значення.
У 338 до н. е. місто завоювала Македонія, в 335 до н. е. після придушення антимакедонського повстання воно було майже вщент зруйноване. У 315 до н. е. Фіви були частково відновлені, але значної політичної ролі не грали.

## Середньовіччя
У середньовіччі Фіви знову забудувуються та заселяються. Велика кількість ткацьких фабрик забезпечила місту економічне процвітання. У 1147 навалою норманів Фіви були пограбовані. Після завоювання Константинополя (1204) вони перебували під владою пелопоннеського архонта Леона Згуроса, потім у розпорядженні франкських завойовників. У період турецького панування Фіви знову були спустошені та перетворились на невеличке селище.

## Відомі люди
- Франко Кателано — грецький живописець 16 століття.
- Харіс Алексіу — грецька співачка.